# Copa Interclubes Kagame 2008
La Copa Interclubes Kagame 2008 fue la 34ª edición de este torneo de fútbol a nivel de clubes de África organizado por la CECAFA y que contó con la participación de 10 equipos representantes de África Central y África Oriental, un equipo más que en la edición anterior.
El Tusker de Kenia venció al URA SC de Uganda en la final disputada en Dar es Salaam, Tanzania para ganar el título por quinta ocasión en su historia, mientras que el APR FC de Ruanda, campeón de la edición anterior, fue eliminado en los cuartos de final.

## Fase de grupos

### Grupo A
| Club                | J | G | E | P | GF | GC | GD | Pts |
| ------------------- | - | - | - | - | -- | -- | -- | --- |
| Simba SC            | 3 | 2 | 0 | 1 | 8  | 4  | +4 | 6   |
| Tusker              | 3 | 2 | 0 | 1 | 9  | 5  | +4 | 6   |
| Vital'O FC          | 3 | 1 | 0 | 2 | 4  | 4  | 0  | 3   |
| Banaadir Telecom FC | 3 | 1 | 0 | 2 | 3  | 11 | -8 | 3   |

| 12 de julio de 2008 | Simba SC                      | 2 – 3 | Tusker                           |  |  |
|                     | Mwakingwe 21' · Kingwande 31' |       | Mburu 9' · Kadenge 45' · Keo 53' |  |  |

| 14 de julio de 2008 | Vital'O FC   | 1 – 2 | Banaadir Telecom FC     |  |  |
|                     | Nimubona 89' |       | Edward 59' · Abdi 90+1' |  |  |

| 16 de julio de 2008 | Tusker    | 1 – 3 | Vital'O FC                            |  |  |
|                     | Wendo 69' |       | Catoto 16' · Nimubona 30' · Minzi 67' |  |  |

| 17 de julio de 2008 | Simba SC                                                          | 5 – 1 | Banaadir Telecom FC |  |  |
|                     | Hassan 45+2', 71' · Kingwande 60' · Mwakingwe 67' · Izechukwu 87' |       | Abdi 38'            |  |  |

| 20 de julio de 2008 | Banaadir Telecom FC | 0 – 5 | Tusker                                                                   |  |  |
|                     |                     |       | Njoroge 14' · Shikokoti 22' · Oyando 73' · Wendo 76' · Monday 83' (pen.) |  |  |

| 20 de julio de 2008 | Vital'O FC | 0 – 1 | Simba SC   |  |  |
|                     |            |       | Yondan 43' |  |  |

### Grupo B
| Club          | J | G | E | P | GF | GC | GD | Pts |
| ------------- | - | - | - | - | -- | -- | -- | --- |
| URA SC        | 2 | 1 | 1 | 0 | 5  | 2  | +3 | 4   |
| Rayon Sport   | 2 | 1 | 0 | 1 | 3  | 4  | -1 | 3   |
| Awassa Kanema | 2 | 0 | 1 | 1 | 1  | 3  | -2 | 1   |

| 13 de julio de 2008 | URA SC                                  | 4 – 1 | Rayon Sport |  |  |
|                     | Bagole 31', 48' · Okello 69' · Obua 85' |       | Gatete 90'  |  |  |

| 16 de julio de 2008 | Awassa Kanema | 1 – 1 | URA SC     |  |  |
|                     | Tsegazab 86'  |       | Bagole 26' |  |  |

| 19 de julio de 2008 | Rayon Sport            | 2 – 0 | Awassa Kanema |  |  |
|                     | Lomani 15' · Kasse 83' |       |               |  |  |

### Grupo C
| Club              | J | G | E | P | GF | GC | GD | Pts |
| ----------------- | - | - | - | - | -- | -- | -- | --- |
| Young Africans SC | 2 | 1 | 1 | 0 | 3  | 2  | +1 | 4   |
| Miembeni SC       | 2 | 1 | 0 | 1 | 2  | 2  | 0  | 3   |
| APR FC            | 2 | 0 | 1 | 1 | 3  | 4  | -1 | 1   |

| 13 de julio de 2008 | Young Africans SC       | 2 – 2 | APR FC         |  |  |
|                     | Ngassa 65' · Tegete 69' |       | Twite 15', 79' |  |  |

| 15 de julio de 2008 | APR FC         | 1 – 2 | Miembeni SC              |  |  |
|                     | Mugiraneza 87' |       | Kiemba 42' · Ibrahim 72' |  |  |

| 19 de julio de 2008 | Miembeni SC | 0 – 1 | Young Africans SC |  |  |
|                     |             |       | Makasi 22' (pen.) |  |  |

## Cuartos de final
| 22 de julio de 2008 | Simba SC               | 2:0 | APR FC | Viejo Estadio Nacional, Dar es Salaam |  |
|                     | Obina 80' · Hassan 87' |     |        |                                       |  |

| 22 de julio de 2008 | URA SC                  | 2:0 | Miembeni SC | Viejo Estadio Nacional, Dar es Salaam |  |
|                     | Kigozi 25' · Mibiru 71' |     |             |                                       |  |

| 23 de julio de 2008 | Young Africans SC     | 2:0 | Vital'O FC | Viejo Estadio Nacional, Dar es Salaam |  |
|                     | Ally 14' · Ambani 20' |     |            |                                       |  |

| 23 de julio de 2008 | Tusker | 0:0 (7-6 p) | Rayon Sport | Viejo Estadio Nacional, Dar es Salaam |  |
|                     |        |             |             | Asistencia: 896 espectadores          |  |

## Semifinales
| 24 de julio de 2008 | Simba SC | 0:1 (t.e.) | URA SC    | Nuevo Estadio Nacional, Dar es Salaam |                            |
|                     |          |            | Obua 111' | Árbitro(s): Thomas Onyango            | Árbitro(s): Thomas Onyango |

| 25 de julio de 2008 | Young Africans SC | 0:1 | Tusker    | Nuevo Estadio Nacional, Dar es Salaam |                            |
|                     |                   |     | Mburu 53' | Árbitro(s): Hudu Munyemana            | Árbitro(s): Hudu Munyemana |

## Tercer lugar
| 27 de julio de 2008 | Simba SC | w/o | Young Africans | Tanzania National Stadium, Dar es Salaam |  |
|                     |          |     |                | Árbitro(s): Caleb Amwani                 |  |

## Final
| 27 de julio de 2008 | URA SC      | 1 - 2 | Tusker                      | Tanzania National Stadium, Dar es Salaam |  |
|                     | Muwanga 23' |       | Shikokoti 71' · Kadenge 88' |                                          |  |

## Campeón
| Copa Interclubes Kagame 2008 |
| ---------------------------- |
| Bandera de Kenia             |
| Tusker 5º Título             |